# Alligator Sky
Alligator Sky je vedoucí singl amerického synthpopového projektu Owl City ze třetího studiového alba All Things Bright and Beautiful. Singl byl na iTunes vydán 12. dubna 2011 a obsahuje tři verze písně – verzi z alba, no rap verzi a remix od Long Lost Sun. 

## Seznam skladeb
| Pořadí | Název                                   | Délka |
| ------ | --------------------------------------- | ----- |
| 1.     | Alligator Sky (feat. Shawn Chrystopher) | 3:04  |
| 2.     | Alligator Sky (no rap verze)            | 3:14  |
| 3.     | Alligator Sky (Long Lost Sun remix)     | 3:11  |

| Další verze písně | Další verze písně             | Další verze písně |
| Pořadí            | Název                         | Délka             |
| ----------------- | ----------------------------- | ----------------- |
| 4.                | Alligator Sky (feat. B.o.B)   | 3:15              |
| 5.                | Alligator Sky (feat. Big Boi) | 3:07              |

## Zajímavosti
Píseň byla původně nazpívána Adamem Youngem za přispění kalifornského rapera Shawna Chrystophera. Na albu All Things Bright and Beautiful se jako bonus objevila i pozměněná no rapová verze. Obě tyto varianty písně se nacházeji i na singlu Alligator Sky a navíc je zde remix od Long Lost Sun. Píseň byla natolik úspěšná, že vznikly i mnohé další remixy, např. s atlantským raperem B.o.Bem či atlantským Big Boi z hip hopového dua OutKast.
V interview Adam řekl, že na albu All Things Bright and Beautiful experimentoval s různými zvuky. „Alligator Sky byla skladba, kde jsem chtěl vytáhnout tento druh hip hopové vibrace. Jsem velkým fanouškem způsobu, jakým se dává hip hopová hudba dohromady, a všeho, co do toho vstupuje - být beat-heavy a jen se zaměřit na rytmus, někdy více než na melodii.. Chtěl jsem tyto dvě myšlenky skloubit dohromady a jen se soustředit na rytmus a nechat rapera tvořit verše s novým náhledem.“
Spousta lidem vrtalo hlavou, co to je „aligátoří obloha“, co to má znamenat. Adam vysvětluje: „'Aligátor' a 'obloha' jsou dvě slova, která nejdou opravdu dohromady, ale navozují ideu písně. Je to o tom, že se na vás dennodenně valí tolik zvláštních věcí. Proč se k nim nepostavit čelem, převzít velení, i když nikde není řečeno, co se může přihodit? Ty a ti kolem tebe jste to, na čem nejvíc záleží.“
Adam uvedl, že inspirací mu byl film VALL-I. „Sledoval jsem ten film a říkal jsem si: 'Úžasné!' Každý píše knížky a natáčí filmy a zpívá písně o konci světa a o tom, jak se to blíží a jak je to depresivní. Co kdyby opustit Zemi bylo vzrušující? Co by si každý myslel, kdyby byl nadšený, až Zemi opustí, protože tam kdesi jinde bylo něco jasnějšího a nádhernějšího? Píseň je nepředvídatelná, nedává úplně smysl. Abych tak řekl, je milión super, strašidelných, vzrušujících, děsivých věcí, které ti přicházejí do cesty, a místo, abychom se ukrývali, za čímkoliv se ukrýváme, místo abychom se snažili předejít všemu, co se na nás hrne, je lepší, podle mě, ráno vstát a čelit čemukoliv, co směřuje přímo na tebe, s jakýmsi optimismem a jasným pohledem. Cítím, že, když se na to budeš takto dívat, může to rozzářit celý svět.“
Adam také říká, že poté, co se rozhodli, že vydají „Alligator Sky“ jako první singl, tak že by se slušelo vytvořit také verzi bez rapu pro rádia a místa, kde se nehraje rap. Avšak obě skladby mají podle Adama svou vlastní jiskru.
O spolupráci s Shawnem Adam říká: „Jeho jméno se jaksi vynořilo. Myslím, že byl něco jako kamarád od kamaráda od kamaráda vydavatele. Myslím, že jeden kluk z publikování z L. A. ho znal nebo o něm věděl a tak jeho jméno vyvstalo a Shawn byl tak laskavý, že pro nás udělal demo... Přes internet jsme si jen poslali soubory sem a tam a bylo to. Bylo to snadné!“

## Videoklip
6. května byl vydán videoklip vytvořený Endeavor Media. Byly také zveřejněny záběry „The Making Of“, a to 2. května ještě před videoklipem, kde byl vysvětlen koncept videa. Dva muži (Adam a Shawn) opouštějí Zemi, ale na rozdíl od podobně zaměřených videí to není postapokalyptická Země, ale je to oslava opuštění značně znečištěné Země. Ve videu je planeta ukázána jako místo s hroznými životními podmínkami. Důvodem oslavy je to, že jdou do vesmíru hledat lepší planetu. Muži si s sebou berou vzorky země. Ve skafandru, ve kterém zde Adam vystupuje, se také objeví na konci videoklipu k „Deer in the Headlights“, kde je téměř sražen po tom, co se s autem DeLorean přenese do roku 2015.

## Hitparáda
| Země                                 | Umístění |
| ------------------------------------ | -------- |
| Dánsko (Denmark Airplay)             | 11       |
| Německo (German Youth Airplay Chart) | 17       |
| Německo (German Airplay Chart)       | 68       |